# 陈夫人 (石虎)
陈夫人，西晋、十六国女性人物，出身颍川陈氏，陈准的孙女，陈眕的女儿，别驾、广陵公陈逵之妹。
陈夫人的父亲陈眕在永嘉之乱后，一度归降石勒，后来他和儿子陈逵都南渡长江，成为东晋的官员。陈氏流落北方。她有才气、容貌甚美，頭髮长有七尺，石勒的侄子石虎非常宠爱她。在石虎成为后赵君主后，以陈氏为夫人，宠冠后宫。